# Els noucasats
Els noucasats (c. 1929) és una pintura a l’oli sobre tela de la pintora avantguardista catalana d’origen rus Olga Sacharoff, datada cap a l'any 1929. Mesura 92x73 cm i actualment s'ubica al Museu Nacional d’Art de Catalunya.

## Descripció formal
Sacharoff retrata una escena de la vida matrimonial enmig d'un bosc, utilitzant una composició simètrica i central. La pintura presenta una dona a l'esquerra i un home a la dreta, ambdós lleugerament girats l'un cap a l'altre, emfatitzant la seva connexió. La dona llueix un vestit blanc llarg, mentre que l'home vesteix de tonalitats fosques, marró i negre. Als peus de la dona, es representa un gos, símbol de lleialtat i devoció. El nuvi sosté un ram de flors que reforça la temàtica celebrativa de l’obra. Cada flor està detallada amb cura i és fàcilment identificable; s'hi poden reconèixer violetes, camèlies, pensaments i altres espècies florals. Es creu que, a l’hora de representar les flors, la pintora es basava en rams que ella mateixa componia.
La vegetació que envolta les figures les enquadra, creant un marc natural. Els tons naturals apagats dels verds i marrons del bosc contrasten amb els tons més clars de la roba de les figures, destacant la seva posició central. L'ús de la llum és uniforme, creant un espai pla on les figures semblen estàtiques i transmeten una sensació de bidimensionalitat. Les línies que fa servir la pintora són clares i senzilles, amb formes rodones i suaus que donen als personatges un aspecte amable i fins i tot naïf. La vestimenta dels personatges es representa sense elements superflus, però amb prou detall per transmetre la textura de les teles.
La pintura aborda temes de gènere i les convencions socials associades al matrimoni, representant els nuvis agafats pel braç, simbolitzant la seva unitat i l'inici de la seva vida en comú. La influència d’icones russes i d'artistes com Kandinski i Malevitx es reflecteix en l’obra de Sacharoff, que expressa anhels de transcendència. Encara que no representa imatges de sants o escenes bíbliques, la seva obra és vista com profundament religiosa per experts contemporanis.
La natura juga un paper central a l'obra de Sacharoff, reflectint la seva passió per les criatures naturals i les flors. Aquest amor per la natura es veu també en la representació del bosc que envolta la parella, simbolitzant la interacció entre l'ésser humà i la naturalesa, un element central en la seva obra. La pintura també transmet una crítica subtil a la societat industrial i consumista, suggerint la pèrdua de connexió dels éssers humans amb la natura i el desig de Sacharoff d'una transformació en la nostra relació amb el món natural. Diversos autors han parlat sobre el simbolisme de la natura en la seva obra, destacant la fusió harmònica dels elements de la composició que promou una visió holística del paisatge, suggerint una connexió gairebé panteista.

## Inscripcions o marques
Revisant detalladament l'obra Els noucasats d'Olga Sacharoff, es poden observar les inscripcions següents:
- Signatura: A la cantonada inferior esquerra de l'obra es troba la signatura "Olga Sacharoff" escrita amb lletres cursives.

- Numeració 1: Just sota la signatura d'Olga Sacharoff, hi ha una inscripció, "G 258", que possiblement podria ser una indicació interna relacionada amb el procés de catalogació o l'inventari de l'obra.

- Numeració 2: A la cantonada inferior dreta, hi ha una sèrie de números, "207737-000", que fan referència al número de catàleg,tal com consta a la pàginaweb oficial del MNAC.

## Història
Es creu que Olga Sacharoff va realitzar Els noucasats al voltant de l'any 1929, tot i que la seva data exacta de creació és incerta, ja que la pintora no solia datar les seves obres.
Sacharoff va crear Els noucasats en un context d'influències diverses i corrents artístics variats, fent èmfasi en el primitivisme modern. Influenciada per figures com Paul Gauguin, Henri Rousseau, Vasili Kandinski i l'estil de Cézanne, Sacharoff crea una composició que destaca per la seva simplicitat, espontaneïtat i la planitud característica de l'art naïf. Els noucasats exemplifica la seva recerca d'una estètica primitivista i la simplificació de formes, mostrant figures estilitzades i proporcions no realistes. La intensitat dels colors i l'absència de perspectiva confereixen a l'obra una sensació d'innocència i frescor. A més, tot i que Sacharoff s'allunyà del cubisme en aquella època, Els noucasats manté certes característiques d'aquest moviment, com la simplificació i geometrització de les figures.
Se sap que la pintura va formar part de les trenta-vuit obres que Sacharoff va exposar en una mostra individual a la Galeria Bernheim Jeune de París, del dilluns vuit al divendres dinou d'abril del 1929. Aquesta exposició va ser un punt d'inflexió important en la carrera de l'artista i Els noucasats va ser una de les obres més aclamades, fins i tot apareixent a la portada del catàleg d'aquesta mostra.
Durant aquesta exposició, o potser en una mostra posterior a París, Els noucasats va ser adquirida pel destacat poeta argentí Oliverio Girondo (1891-1967). Posteriorment, l'obra va passar a la Col·lecció Salvador Riera a Barcelona, on va romandre fins a l'any 1995.
El 2002, l'obra va ser incorporada al Museu Nacional d'Art de Catalunya (MNAC) com a dipòsit de la Generalitat de Catalunya. Des de llavors, ha estat exhibida a una de les sales d'Art Modern del museu. Actualment, el 2024, es troba a la reserva, esperant tornar a lluir aviat a les sales del MNAC.

## Anàlisi conceptual
El tema de la pintura, essent de gènere, retrata una escena de la vida matrimonial, amb els nuvis vestits de boda, la nuvia lluint un vestit blanc llarg i el nuvi vestint de negre. Els nuvis s'agafen pel braç, simbolitzant la seva unitat i l'inici de la seva vida en comú. A través d'aquesta representació, l'artista aborda les dinàmiques de gènere i les convencions socials associades al matrimoni i la relació de parella.
Els espais pictòrics de Sacharoff són els terrenys on expressa els seus anhels de transcendència. Vasili Kandinski i Kazimir Malevitx van esdevenir els dos pintors principals que van fonamentar la seva obra en qüestions espirituals, i, al igual que ells, Sacharoff va ser influenciada per les icones russes. En la interpretació de la iconografia de la seva obra, experts contemporanis com ara Mircea Eliade i María Zambrano afirmen que la seva obra és "profundament religiosa, sense necessitat de representar imatges de sants ni escenes bíbliques."
La gran passió de la pintora per les criatures naturals, es manifestava com un element omnipresent en la seva obra. Així, aprofitant la temàtica matrimonial d'Els noucasats, va representar un gos als peus de la dona com a símbol de lleialtat i devoció.
A més, Sacharoff sentia un gran amor per les flors, una passió que va manifestar no només en les seves obres, sinó també en el "Qüestionari Proust" realitzat pel jove periodista Lluís Permanyer l'any 1964.
D'aquesta manera, el ram de flors que sosté el nuvi a Els noucasats reforça la temàtica celebrativa de l’obra. La pintora detallava cada flor minuciosament, permetent que cadascuna es pugui identificar. Sacharoff no es limitava a un sol tipus de flor, sinó que celebrava la seva diversitat, representant violetes, camèlies, pensaments i moltes altres, tal com contemplem en Els noucasats. Pel que fa al model utilitzat, es creu que la pintora es basava en rams que ella mateixa componia.
La natura en general juga un paper molt rellevant a tota l’obra de Sacharoff, i aquesta pintura no és una excepció. L'art de Sacharoff, com s'aprecia en Els Noucasats, captura la interacció entre l'ésser humà i la naturalesa, un element central a la seva obra. Aquesta representació simbolitza la pèrdua de connexió dels éssers humans amb la natura en un context de societat industrial i consumista, i no només evoca una melangia pels paradisos perduts, sinó que també planteja la necessitat d'una nova manera de viure que incorpori la naturalesa com a part fonamental de la nostra existència. A més a més, alguns autors, com ara Alexandre Cirici, fins i tot relacionen la natura en l’obra d'Olga amb quelcom Superior o, fins i tot, panteista.

## Anàlisi estilístic
Els Noucasats de Sacharoff reflecteix una amalgama de moviments artístics, destacant el primitivisme modern influenciat per figures com Paul Gauguin, Henri Rousseau i Vasili Kandinski, així com la influència estilística de Cézanne. La pintura es caracteritza per la simplicitat i espontaneïtat de les formes, l'absència de profunditat i l'ús de colors intensos i purs propis de l'art naïf. La simplificació i geometriització de figures i plantes, amb tons terrosos i verds, mostren reminiscències cubistes. Aquesta combinació d'elements atorga als personatges un aspecte amable i fins i tot ingenu, creant una composició estilitzada i pura.